# 五勇士跳崖处
五勇士跳崖处，位于中国河北省保定市狼牙山上，为保定市易县的一个省级文物保护单位，类型为近现代文物，公布时间为1982年7月23日。
五勇士跳崖处的历史年代为1942年。